# Idodi
Idodi ist ein Verwaltungsbezirk (englisch Ward) des Distrikts Iringa in der tansanischen Region Iringa.

## Geografie
Idodi liegt im südlichen Hochland von Tansania etwa 60 Kilometer Luftlinie nordwestlich der Regionshauptstadt Iringa. Das größte Gewässer ist der Ruaha, die Flüsse Njombe und Kisigo bilden die Grenze im Norden.
Der Bezirk grenzt im Norden an die Region Singida, im Osten an Mlenge und Mlowa, im Süden an Kihanga, Mahuninga, Madibira, Igava, Imalilo Songwe und Luhanga und im Westen an Luwalaje und Mafyeko.
Bei der Volkszählung 2022 lebten 13.053 Menschen in 3480 Haushalten auf einer Fläche von 9275 Quadratkilometern.

## Gliederung
Der Bezirk besteht aus vier Gemeinden (swahili Mtaa) mit 22 Orten (Kitongoji):
| Idodi - Mjimwema A - Mjimwema B - Mbuyuni A - Mbuyuni B - Msimbi - Ilamba | Mapogoro - Lungemba - Kitanewa - Mapogoro - Kisiwani - Idindiga - Kibaoni | Kitisi - Nyamnango - Kitisi | Tungamalenga - Mbuyuni - Ofisini - Zahanati - Darajani - Kinyali - Mlimani - Malunde - Msembe |

## Infrastruktur
- Bildung: Im Bezirk liegen zwei weiterführende Schulen.[8] Die Idodi Secondary School ist eine staatliche Schule, die Tages- und Internatsschüler bis zur 4. Stufe ausbildet.[9] Die St. John Paul II Secondary School ist eine private Internatsschule mit einer Ausbildung ebenfalls bis zur 4. Stufe.[10]
- Gesundheit: In Idodi befindet sich ein staatliches Gesundheitszentrum.[11] In den Gemeinden Mapogoro[12] und Kitisi[13] je eine staatliche Apotheke, in Tungamalenga eine staatliche und eine private Apotheke.[14][15]

## Sehenswürdigkeiten
Im Osten hat der Bezirk Anteil am Wildtier-Managementgebiet Idodi-Pawaga und am Lunda-Nkwambi-Wildschutzgebiet.